# Feliniopsis hoplista
Feliniopsis hoplista är en fjärilsart som beskrevs av Pierre E.L. Viette 1963. Feliniopsis hoplista ingår i släktet Feliniopsis och familjen nattflyn. Inga underarter finns listade i Catalogue of Life.